# Шиянов Борис Анатолійович
Бори́с Анато́лійович Шия́нов (нар. 6 червня 1958, Денихівка, Тетіївський район, Київська область) — український політик. Народний депутат України. Член партії ВО «Батьківщина» до 2012 року.

## Освіта
У 1982 році закінчив Харківське вище військове авіаційне училище льотчиків. Згодом навчався у Київському інституті інженерів цивільної авіації.

## Кар'єра
- 1982–1989 — інженер-економіст заводу імені Олега Костянтиновича Антонова.
- 1989–1992 — директор кооперативу «Обрій».
- 1992–1999 — генеральний директор СТ «ДЮК».
- 1999–2002 — генеральний директор «WPI Україна».
- 2004–2007 — президент Благодійного фонду «Краснянка».
- 17 липня — 29 жовтня 2009 — заступник міністра транспорту та зв'язку України.

Один з авторів Повітряного кодексу, що регулює норми авіації в Україні. З ініціативи Шиянова Кабінет Міністрів України 13 липня 2009 дозволив невеликим приватним літакам і вертольотам підніматися в повітря без спеціального дозволу. Раніше його потрібно було отримувати на добу.

## Парламентська діяльність
Народний депутат України 6-го скликання з 25 грудня 2007 до 12 грудня 2012 від «Блоку Юлії Тимошенко», № 165 в списку. На час виборів: генеральний директор ТОВ «WPI Україна» (місто Київ), член партії ВО «Батьківщина». Член фракції «Блок Юлії Тимошенко» (25 грудня 2007 — 4 вересня 2012). Член Комітету з питань транспорту і зв'язку (26 грудня 2007 — 19 травня 2010), голова підкомітету з питань авіаційного транспорту Комітету з питань транспорту і зв'язку (з 19 травня 2010).